# Пограничные войска

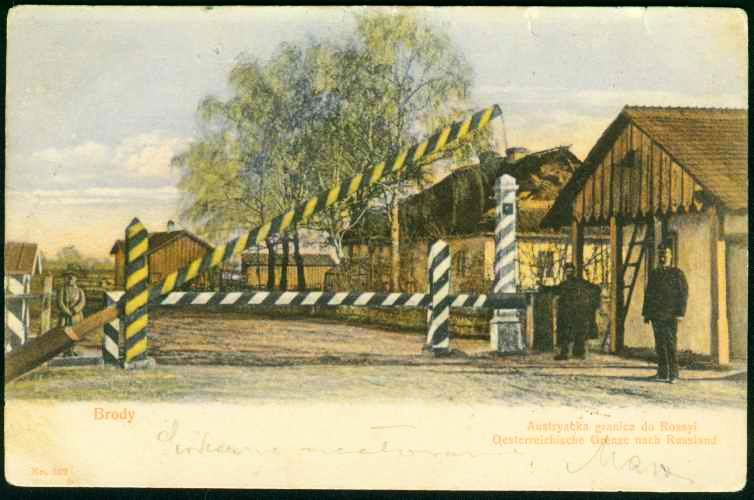
Граница между Российской империей и Австро-Венгерской империей, 1905 год, пограничный переход город Броды.

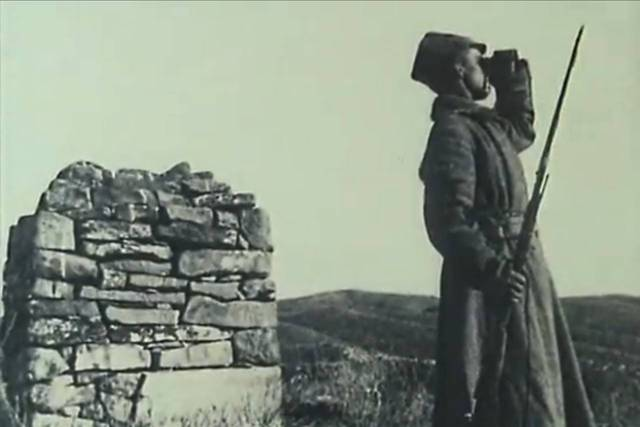
Советский пограничник в Туркестане.

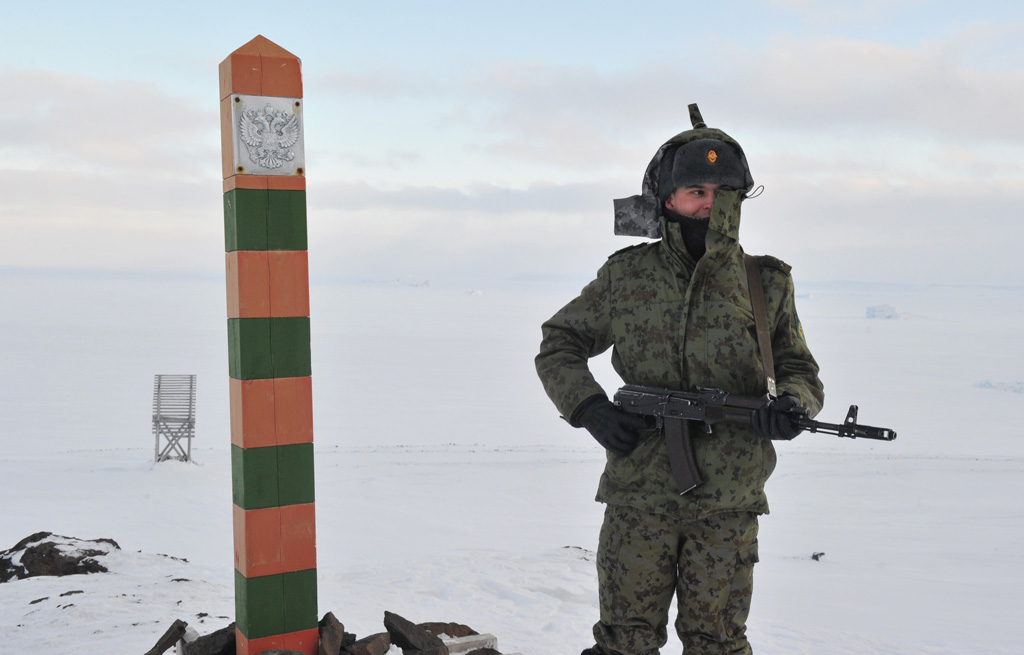
Российский пограничник у пограничного столба.

Пограни́чные войска́ (пограничная служба, пограничная стража, стража пограничная, пограничная охрана и так далее) — государственная организация, орган, вооружённое формирование, предназначенное для охраны и обороны внешних границ государства на суше или воде, а также для поддержания соответствующего режима в пограничной зоне.
В другом источнике указано что Пограничная стража (douaniers, Grenzwache) — имеет целью наблюдать за границами государства, следить, чтобы все иностранные товары провозились через таможенные учреждения, и препятствовать тайному провозу товаров или контрабанде.

## Назначение
К основным обязанностям пограничных войск (службы, стражи, охраны и так далее) относятся:
- отражение вооружённого вторжения, на первых порах, на территорию государства;
- пресечение незаконного изменения прохождения государственной границы на местности;
- выявление и задержание нарушителей пограничного режима, пресечение попыток незаконного пересечения государственной границы;
- контроль соблюдения гражданами и организациями режима государственной границы, пограничной зоны, пропуска через государственную границу;
- осуществление пропуска через границу физических лиц и товаров;
- миграционный контроль лиц, ранее выдворенных за пределы государства;
- обеспечение правил содержания государственной границы;
- оказание в необходимых случаях поддержки таможенной службе, войскам ПВО, а также иным органам государственной власти;
- обеспечение выполнения международных обязательств государства по вопросам режима и охраны границы.

## Пограничные службы в государствах
Названия органов ПС в различных государствах по континентам.

### Европа
- Белоруссия — Государственный пограничный комитет Республики Беларусь
  - Минское кадетское училище пограничников
- Болгария — Гранична полиция.
- Великобритания — Border Force[англ.]
- Венгрия — Таможенно-акцизная служба[венг.])
- Германия — Федеральная полиция Германии. Ранее в Германской империи, на конец XIX века, Пограничная стража была устроена на военный образец, носила мундиры и была вооружена, но не входила в состав Вооружённых сил, а причислялась к таможенным чиновникам, на которых был возложен пограничный надзор (Bewachungsdienst). Чины Пограничной стражи имели широкие полномочия, в особенности относительно пограничной полосы (Grenzbezirk) шириной одна—две мили, внутри которой они могли предпринимать розыски и подвергать обыску дома и отдельных лиц[1].
- Греция — Пограничная служба (греч. Συνοριοφύλακες) в составе Полиции Греции
- Латвия — Государственная пограничная охрана Латвийской Республики
- Литва — Служба охраны государственной границы Литвы
- Молдова — Пограничная полиция Молдовы
- Польша — Пограничная стража
- Россия[5] — Пограничная служба ФСБ России
  - Береговая охрана Пограничной службы ФСБ России
  - Пограничные войска КГБ СССР
  - Командующие пограничными войсками СССР и РФ
- Румыния — Пограничная полиция Румынии
- Украина — Государственная пограничная служба Украины (укр. Державна прикордонна служба України, ДПСУ)
- Финляндия — Пограничная охрана Финляндии
- Чехия — Таможенно-акцизная служба[чеш.]
- Швейцария — Пограничная охрана Швейцарии
- и другие.

### Азия

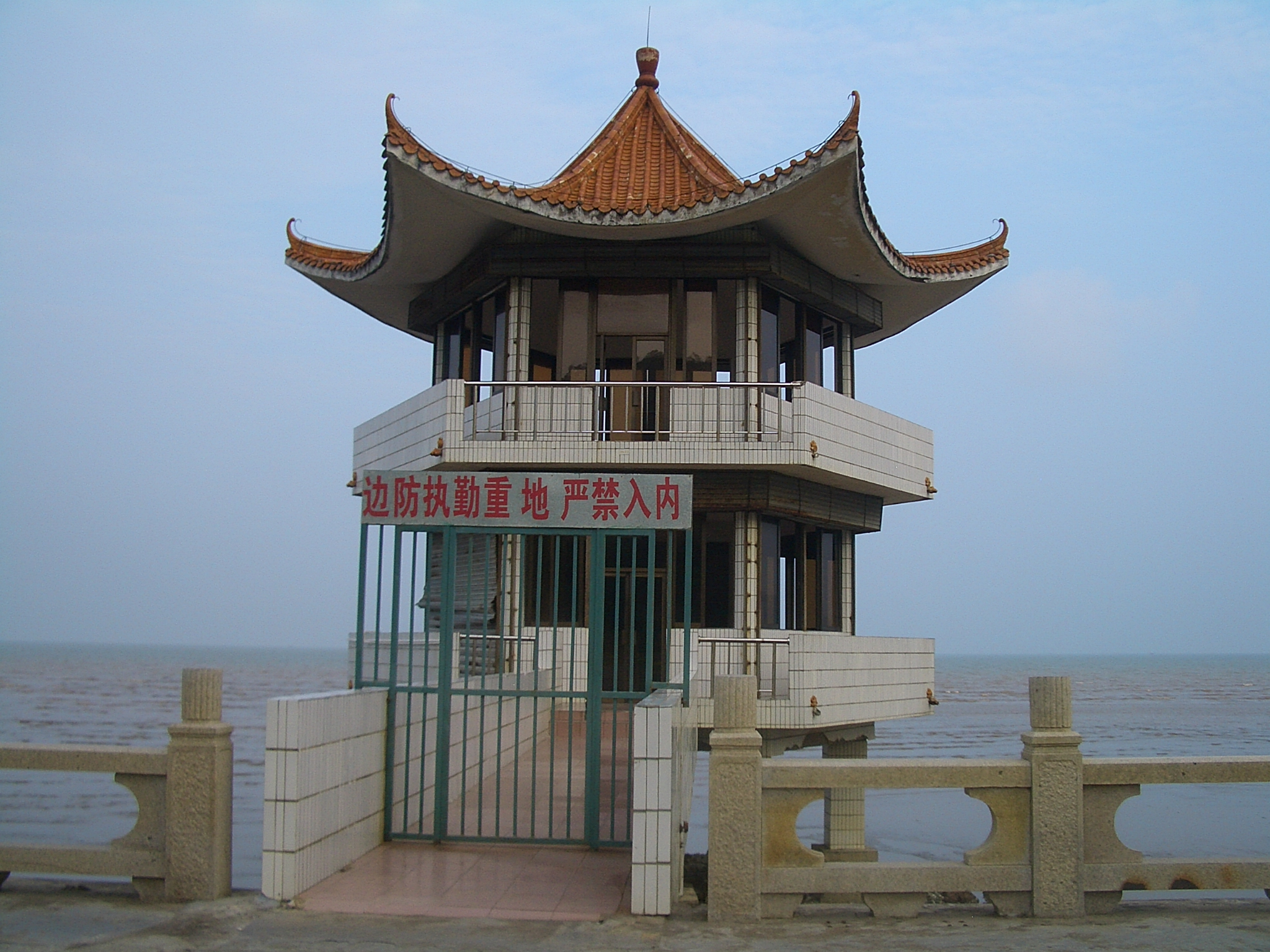
Наблюдательная вышка китайских пограничников на морском берегу в Чжухае, провинция Гуандун.

- Азербайджан[6] — Государственная пограничная служба Азербайджана
- Армения — Пограничная охрана Армении
- Израиль — Пограничные войска сухопутных войск. (Магав - пограничная служба полиции исполняет функции жандармерии)
- Казахстан[7] — Пограничная служба Комитета национальной безопасности Республики Казахстан
- Киргизия — Государственная пограничная служба Киргизии
- Пакистан — Пограничный корпус Пакистана и Пограничная полиция Пакистана
- Таиланд — Пограничная полиция Таиланда
- Туркменистан — Государственная пограничная служба Туркменистана
- Узбекистан — Комитет по охране государственных границ при Службе государственной Безопасности (КОГГ СГБ)
- Сирийский Курдистан — Пограничные силы безопасности
- и другие.

### Америка
- США — Пограничный патруль США
- Канада — Канадское агентство пограничных служб[англ.]
- Коста-Рика — Пограничная полиция Коста-Рики
- Куба — Пограничные войска Республики Куба
- и другие.

## Признание

Памятный знак «Пограничникам Всех поколений» (Ульяновск).
Памятный знак «Пограничникам» (Ульяновск).